# Ноћ вештица 2 (филм из 2009)
Ноћ вештица 2 (енгл. Halloween II) је амерички хорор филм из 2009, режисера и сценаристе Роба Зомбија, лабави римејк истоименог филма из 1981, наставак првог дела из 2007. и десети по реду филм у серијалу Ноћ вештица. Сви чланови глумачке поставе који су у претходном филму тумачили ликове који су преживели, су се вратили и у овом филму. Међу њима су: Малком Макдауел као др Самјуел Лумис, Ску Тејлор Комптон као Лори Строуд, Данијела Харис као Ени Бракет, Тајлер Мејн као Мајкл Мајерс и Бред Дуриф као шериф Ли Бракет.
Данијела Харис се по 4. пут нашла у једној од главних улога у серијалу (претходно је тумачила лик Џејми Лојд у четвртом и петом делу серијала), чиме се изједначила са Џејми Ли Кертис и приближила Доналду Плезенсу који је лик др Лумиса тумачио 5 пута.
Филм је добио веома лоше критике и од публике и од критичара и сматра се једним од најлошијих делова франшизе уз Ускрснуће и Сезону вештице. Један од највећих проблема је био како је Зомби изменио ликове др Лумиса и Лори Строуд у односу на оригиналне филмове.
2018. године снимљен је и једанаести филм у серијалу под насловом Ноћ вештица, али он служи као наставак првог дела оригиналног серијала и нема никакве повезаности са овим филмом, као ни са првим римејком.

## Радња
Током његовог боравка у санаторијуму Смит Гров, младог Мајкла Мајерса посети његова мајка Дебора, која му поклони статуету белог коња.
Петнаест година касније Лори Строуд лута унаоколо у шоку након што је упуцала одраслог Мајкла. Шериф Ли Бракет пронађе Лори и превезе је у болницу. У међувремену хитна помоћ покупи Ени Бракет и Мајкловог психијатра, др Сема Лумиса, који су преживели Мајклов напад, и такође их превезе у болницу. Мајклово тело је превезено у другом болничком возилу. Када возач доживи саобраћајну несрећу, Мајкл се освести и побегне, убивши медицинског техничара повређеног у несрећи.
Годину дана касније Лори станује код Бракетових. Мајкл је нестао и претпоставља се да је мртав. Док се Лори носи са својом траумом, др Лумис је одлучио да догађај претвори у прилику да напише нову књигу. За то време Мајкл, који је још увек жив и живи као пустињак, има визије духа своје мајке и млађе верзије самог себе, који га упуте да се изнова нађе са Лори. Мајкл стигне до једне фарме и побије власнике пре него што се упути ка Хадонфилду. Док Мајкл путује ка Хадонфилду, Лори почне да халуцинира Мајклову прошлост. Њене халуцинације, такође, почну да укључују и њу саму како опонаша Мајклова убиства. У међувремену Лумис оде на турнеју да би промовисао своју нову књигу, али се суочи са критикама јавности, која га окриви за Мајклова дела и за експлоатисање смрти Мајклових жртава. Када Лумисова књига угледа светлост дана, Лори открије да је она заправо Ејнџел Мајерс, Мајклова дуго изгубљена сестра. Она оде на прославу Ноћи вештица са својим колегиницама, Мајом и Харли, да би се опоравила од шока који је доживела сазнавши свој прави идентитет. Мајкл се појави на журци и убије Харли, а затим оде до куће Бракетових и смртно рани Ени. Када се Лори и Маја врате у кућу, затекну Ени, која умре у Лорином наручју. Мајкл убије Мају, а затим прогони Лори, која успе да побегне. Шериф Бракет врати се кући и затекне своју ћерку мртву. Лори заустави један аутомобил, али Мајкл убије возача и преврне аутомобил док је Лори још унутра. Мајкл затим однесе онесвешћену Лори до једне напуштене шупе. Лори се пробуди на своју халуцинацију са Дебором, која захтева од ње да је зове "мама".
Полиција открије Мајклову локацију и опколи шупу. Стигне и Лумис и оде унутра да покуша да уразуми Мајкла, али када он покуша да отргне Лори из халуцинација, Мајкл зграби Лумиса и избоде га на смрт пре него што га Бракет упуца кроз прозор колибе и набоде га на грабуље. Наизглед ослобођена својих визија, Лори приђе Мајклу и избоде га на смрт његовим сопственим ножем. Врата шупе се отворе и Лори ишета напоље носећи Мајклову маску. Касније Лори седи у изолацији у психијатријској болници церећи се док јој прилази Деборин дух са белим коњем.

## Улоге
| Глумац                      | Улога                       |
| --------------------------- | --------------------------- |
| Малком Макдауел             | др Самјуел Лумис            |
| Ску Тејлор Комптон          | Лори Строуд / Ејнџел Мајерс |
| Тајлер Мејн Чезе Рајт Ванек | Мајкл Мајерс                |
| Данијела Харис              | Ени Бракет                  |
| Шери Мун Зомби              | Дебора Мајерс               |
| Бред Дуриф                  | шериф Ли Бракет             |
| Марго Кидер                 | Барбара Колијер             |
| Бреја Грант                 | Маја Роквел                 |
| Анџела Тримбур              | Харли Дејвид                |
| Ричард Брејк                | Гари Скот                   |
| Каролина Вилијамс           | др Мепл                     |
| Дејтон Кали                 | патолог Хукс                |
| Октејвија Спенсер           | мед. сестра Данијелс        |
| Данијел Роубак              | Лу Мартини                  |
| Крис Хардвик                | Дејвид Њуман                |
| „Вирд Ал” Јанковик          | „Вирд Ал” Јанковик          |
| Мери Бирдсонг               | Ненси Макдоналд             |
| Хауард Хесеман              | ујак Мит                    |
| Сајлас Вир Мичел            | Чет Џонс                    |
| Дајана Ајала Голднер        | Џејн Салвадор               |